# Daniel Grégorich
Daniel Grégorich Hechavarria (ur. 7 maja 1996) – kubański zapaśnik walczący w stylu klasycznym. Olimpijczyk z Tokio 2020, gdzie zajął dziewiąte miejsce w kategorii 87 kg.
Siódmy na mistrzostwach świata w 2017 i 2019. Złoty medalista igrzysk panamerykańskich w 2023 i brązowy w 2019. Mistrz panamerykański w 2018,  2022 i 2024; drugi w 2017. Triumfator igrzysk Ameryki Środkowej i Karaibów w 2018 i 2023. Wicemistrz świata U-23 w 2018 i trzeci w 2019 roku.